# Evelyn Rudie
Evelyn Rudie (ur. 28 marca 1949 w Los Angeles) – amerykańska aktorka filmowa i telewizyjna.

## Filmografia
seriale
- 1952: The Ford Television Theatre jako Margie
- 1955: Alfred Hitchcock przedstawia jako Hildegard Fell
- 1957: Wagon Train jako Penny
- 1958: 77 Sunset Strip jako Anioł

film
- 1955: Tajemniczy opiekun jako Codene, sierota
- 1957: The Restless Breed jako Kehta
- 1958: The Gift of Love jako Hitty

## Nagrody i nominacje
Została nominowana do nagrody Emmy, a także posiada swoją gwiazdę na Hollywoodzkiej Alei Gwiazd.